# 14:59
14:59 è il terzo album in studio del gruppo musicale alternative rock statunitense Sugar Ray, pubblicato il 12 gennaio 1999.

## Tracce
1. New Direction – 0:47 (Sugar Ray)
2. Every Morning – 3:39 (Sugar Ray)
3. Falls Apart – 4:15 (Sugar Ray, David Kahne)
4. Personal Space Invader – 3:38 (Sugar Ray, David Kahne)
5. Live & Direct (feat. KRS-One) – 4:34 (Sugar Ray, David Kahne)
6. Someday – 4:03 (Sugar Ray, David Kahne)
7. Aim for Me – 2:20 (Sugar Ray)
8. Ode to the Lonely Hearted – 3:12 (Nick Sopkovich, Sugar Ray, David Kahne)
9. Burning Dog – 3:01 (Sugar Ray)
10. Even Though – 2:35 (Sugar Ray)
11. Abracadabra (Steve Miller Band cover) – 3:42 (Steve Miller)
12. Glory – 3:26 (Sugar Ray)
13. New Direction – 1:17 (Sugar Ray)

## Classifiche

### Classifiche settimanali
| Classifica (1999) | Posizione massima |
| ----------------- | ----------------- |
| Australia         | 19                |
| Austria           | 24                |
| Canada            | 15                |
| Germania          | 88                |
| Nuova Zelanda     | 35                |
| Regno Unito       | 60                |
| Stati Uniti       | 17                |

### Classifiche di fine anno
| Classifica (1999) | Posizione |
| ----------------- | --------- |
| Stati Uniti       | 37        |